# Aphis papaveris
Aphis papaveris är en insektsart som beskrevs av Fabricius 1777. Aphis papaveris ingår i släktet Aphis och familjen långrörsbladlöss. Inga underarter finns listade i Catalogue of Life.